# William Salem
William Salem (Itapetininga, 21 de outubro de 1921 – São Paulo, 10 de junho de 2010) foi um político brasileiro.
De ascendência libanesa, foi presidente da Câmara de Vereadores de São Paulo e prefeito de São Paulo de 6 de fevereiro a 1 de julho de 1955.
Segundo um documentário a respeito da vida de Franco Montoro, William Salem havia pago vereadores para que votassem nele para presidente da Câmara Municipal. Montoro, então vereador, renunciou ao seu mandato por recusar-se a fazer parte de uma câmara presidida por Salem.
No entanto, segundo outras versões, Salem teria contrariado os interesses do grupo político de Montoro, sendo este o real motivo da renúncia.
De qualquer forma, consultando-se o Diário Oficial da época, William Salem foi um prefeito bastante ativo, sendo sua gestão breve, mas proveitosa.[carece de fontes?]